# Joseph Kallinger
Joseph Kallinger, também conhecido pela alcunha de O Sapateiro (Filadélfia, 11 de dezembro de 1936 ou 1937 – 26 de março de 1996), foi um assassino em série norte-americano que assassinou três pessoas, incluindo um de seus filhos, e torturou quatro famílias. Marcado por uma infância traumática, ele acreditava que estava em uma missão divina para salvar a humanidade, seguindo ordens de uma cabeça imaginária quem ele chamava de Charlie.

## Biografia

### Infância
Joseph Kallinger nasceu em 11 de dezembro de 1936 com o nome de Joseph Lee Brenner III, no Hospital Northern Liberties, na cidade da Filadélfia no estado norte-americano da Pensilvânia, filho de Joseph Lee Brenner Jr. e de sua esposa Judith Renner. Em janeiro de 1937, enquanto tinha apenas um ano de idade, foi colocado em um orfanato depois que seu pai abandonou sua mãe. Em 15 de outubro de 1939, ele foi adotado pelos imigrantes Stephen e Anna Kallinger.
Stephen imigrou da Hungria para os Estados Unidos aos 23 anos, em razão da oferta de uma casa e de emprego por seu primo. Anna, por seu turno, imigrou da Austria para os EUA em razão de grandes dificuldades financeiras em seu país de origem. Doze anos após se casarem e bem financeiramente, em razão da sapataria construída por Joseph, eles decidiram adotar uma criança porque Joseph era estéril e ambos estavam temerosos com o avanço da idade e ninguém para os ajudar na velhice.
Após a adoção ser oficializada, Joseph passou a sofrer uma série de abusos, sendo, inúmeras vezes, violentamente agredido por seus pais adotivos. Como apenas cinco anos, apanhou, durante uma semana, com uma colher de pau e um cinto de couro por ter repetido um palavrão que havia escutado. Aos seis anos de idade, teve que operar uma hérnia em sua virilha, todavia, seus pais, sadicamente, disseram-lhe que os médicos também operaram seu "passarinho", palavra que usavam para referir-se ao seu pênis, retirando um demônio dele e, assim, ele não iria crescer nem funcionar.
Os pais adotivos do pequeno Joseph lhe aplicavam diversos castigos cruéis por qualquer pequeno erro que ele cometesse. Quando roubou um livro de orações, aos sete anos de idade, foi obrigado a ajoelhar-se em uma lixa por uma hora, todas as noites. Aos oito anos de idade, por pedir autorização a sua mãe para visitar o zoológico com sua turma da escola, recebeu quatro golpes de martelo em sua cabeça. Foi, também, queimado, trancado em armários e obrigado a consumir excrementos.
Não obstante os diversos abusos sofrido dentro de casa, durante o verão de 1944 quando Joseph tinha nove anos, foi agredido sexualmente por um grupo de meninos mais velhos da vizinhança. Apontando uma faca para ele, forçaram Joseph a permitir que lhe fizessem sexo oral. Esse episódio teve grande repercussão na vida de Kallinger pois não só fez com que ele passasse a se masturbar com uma faca em seu peito, como também, o levou a praticar, mais tarde, o mesmo abuso sofrido com sua primeira vítima.

### Adolescência
Quando pré-adolescente, Kallinger, frequentemente se rebelava contra seus professores e pais adotivos. Aos treze anos, ele teve seu primeiro surto psicótico no qual ouviu vozes lhe dizendo para cortar alguém. Seguindo as ordens dadas pelas vozes, Joseph aborda um garoto que voltava da escola e, apontando uma faca, faz ele tirar os shorts e depois foge. Praticou esse mesmo ato por mais duas vezes, sendo que na última, enquanto apontava a faca contra o garoto, colocou seu pênis em sua boca e o mordeu.
Joseph tinha o sonho de se tornar dramaturgo, inclusive, interpretou Ebenezer Scrooge de A Christmas Carol em uma apresentação da YWCA local, enquanto cursava a nona série. Aos quatorze anos, em uma de suas frequentes visitas ao cinema, conhece uma garota chamada Hilda Bergman e, apesar de seus pais o advertirem para não mais encontrá-la, os dois começam a se relacionar. Com quinze anos de idade, Joseph se muda da casa de seus pais, passando a morar sozinho, mas continua trabalhando com seu pai na sapataria da família. Quando completa dezessete anos abandona a escola e se casa com Hilda.[carece de fontes?]

### Vida adulta
O casamento de Joseph com Hilda fora breve durando apenas cerca de três anos. Embora ambos estivessem animados no início, a união começa a desandar após o nascimento de Annie, a primeira filha do casal em 1955. Hilda começa a ficar displicente nas tarefas da casa e nos cuidados com a criança o que acaba por deixar Kallinger irritado. Apesar disso, no mesmo ano em que deu a luz ao primeiro filho, ela descobre estar grávida novamente, dessa vez de um menino que recebeu o nome de Stephen, em homenagem ao pai adotivo de Kallinger. Uma nova criança era para Joseph uma oportunidade de restaurar seu relacionamento, no entanto, acabou sendo o capítulo final de seu casamento quando sua esposa pediu a ele dinheiro para realização de um aborto, o que ele fervorosamente se opôs.[carece de fontes?]
Em setembro de 1956 Hilda abandona a casa e os dois filhos para viver com um outro homem dentro de um automóvel. Joseph, assume as responsabilidades de pai solteiro, passando a tomar conta das crianças ao mesmo tempo em que trabalha para sustentá-las. Em razão disso Kallinger fica com a custódia de Annie e Stephen, sendo assegurado a Hilda o direito de ver as crianças duas vezes por semana.[carece de fontes?]
Em 4 de setembro de 1957, Joseph foi hospitalizado devido a fortes dores de cabeça e perda de apetite, inicialmente os médicos suspeitaram se tratar de uma possível lesão cerebral, no entanto, após a realização de exames descartaram essa possibilidade. Após onze dias internados os médicos o diagnosticaram com desordem psicossomática e ansiedade severa resultantes do estresse em torno de seu divórcio.[carece de fontes?]
Em 20 de abril de 1958, três meses após seu divórcio ser formalmente concluído, Joseph Kallinger se casa com Elizabeth Baumgard, quem conhecera em uma estação ferroviária no ano anterior. Betty estava completamente apaixonada por Kallinger e se dava muito bem com os filhos dele, tratando-as como se fossem seus. Joseph, entretanto, ainda carregava o trauma do casamento com Hilda. Inseguro sobre seu desempenho sexual, passou a utilizar uma faca como estimulante sexual, a qual escondia perto do seu corpo quando mantinha relações sexuais com Betty, a faca o fazia lembrar da maneira como foi sexualmente abusado e isso lhe proporcionava certa excitação.[carece de fontes?]
Ao longo da década seguinte, Joseph passaria o tempo indo e voltando de instituições mentais por causa de amnésia, tentativa de suicídio e pela prática de incêndio criminoso.[carece de fontes?]

## Problemas psiquiátricos
Joseph Kallinger, a partir da pré-adolescência, apresentava sintomas de transtornos psiquiátricos. Seus principais sintomas incluíam fortes dores de cabeça, alucinações auditivas e visuais, delírios, amnésia e pensamentos desorganizados. Embora tenha recebido diagnósticos psiquiátricos antes da prática de qualquer crime, foi somente após a prática desses que a sua sanidade mental foi efetivamente avaliada.
Aos trezes anos de idade, Joseph, pela primeira vez, ouviu vozes dizendo para cortar alguém. Com quinze anos, teve sua primeira alucinação na qual viu uma figura, quem pensou ser Deus, dizendo-lhe para realizar experimentos ortopédicos, colocando calços dentro de seus sapatos, pois fazendo isso estaria corrigindo seu cérebro e o mundo. Sete anos após, já com vinte e dois anos de idade, casado com sua segunda esposa, Kallinger teve outra alucinação, dessa vez visual. Enquanto trabalhava, uma figura preta, com um chapéu de bruxa e uma capa preta, apareceu para ele. Segundo relata, essa figura mostrou-lhe diversos acontecimentos traumáticos de sua vida e pediu a ele que naquele mesmo dia, durante seu horário de almoço, fosse até sua casa e a incendiasse, o que ele fez.
Kallinger recebeu diversos diagnósticos psiquiátricos durante sua vida, o primeiro deles foi de desordem psicossomática e ansiedade devido ao estresse causado pelo seu divórcio no ano de 1957. Dois anos mais tarde, após sua segunda alucinação, na qual culminou no incêndio de sua casa, Joseph sente forte dores em suas têmporas, acrescidas, dessa vez, de episódios amnésicos e desorganização mental. Em decorrência disso, Joseph é diagnosticado pelos psiquiatras do Hospital Estadual de Hazleton com histeria de conversão.
Em 1972, após alegações de maus tratos de seus próprios filhos, Joseph é submetido a uma avaliação psiquiátrica e a um teste de Q.I. Para alguns dos médicos que examinaram Kallinger ele possuía esquizofrenia paranoide para outros, no entanto, Joseph era apenas egocêntrico e imaturo, gozando de capacidade para ser julgado no tocante aos delitos praticados contra seus filhos. No teste de Q.I aplicado, ele obteve um total de 84 pontos.

## Carreira criminosa
Joseph Kallinger foi preso em 1972, quando seus filhos procuraram à polícia. Enquanto estava na prisão, ele obteve 82 pontos em um teste de QI, foi diagnosticado com esquizofrenia paranoide e os psiquiatras do Estado recomendaram que ele fosse supervisionado por sua família. As crianças, mais tarde, retrataram as alegações feitas anteriormente.
O primeiro crime imputado à Joseph foi de incêndio, após o recebimento de um total de $26.000 em seguro residencial em decorrência de quatro incêndios ocorridos em sua residência durante os anos de 1963, 1965 e 1967. No último deles, Kallinger foi acusado de tê-los praticado intencionalmente para receber as indenizações. Foi detido por um tempo, contudo, acabou inocentado por falta de evidências sólidas.
Dois anos depois, um de seus filhos, Joseph Jr., foi encontrado morto em um prédio em construção abandonado duas semanas após Kallinger ter feito uma grande apólice de seguro de vida em nome de seus filhos. Embora Kallinger alegasse que Joseph Jr. havia fugido de casa, a companhia de seguros, suspeitando de um possível crime, recusou-se a pagar a indenização.
No início de novembro de 1974, Kallinger e seu filho; Michael, com 12 anos, deram início a uma onda de crimes nos estados da Filadélfia, Baltimore e de Nova Jersey . Durante as seis semanas seguintes, eles roubaram, agrediram e abusaram sexualmente de membros de quatro famílias, conseguindo ingressar nas residências se passando por vendedores. Em 8 de janeiro de 1975, eles continuaram sua onda de crimes na cidade de Leonia em Nova Jersey. Valendo-se de uma pistola e de uma faca, eles dominaram e amarraram três moradores de uma residência. Quando outras pessoas chegavam na casa, elas eram forçadas a se despir e eram amarradas com fios de lâmpadas e de outros utensílios.
Isso culminou no assassinato da enfermeira Maria Fasching, de 21 anos, a oitava pessoa a chegar na casa. Quando ela se recusou a seguir as ordens de Kallinger, ele respondeu esfaqueando-a no pescoço e nas costas. Outra moradora, ainda amarrada, conseguiu sair e gritar por socorro. Vizinhos a viram e chamaram a polícia. Quando chegaram, os Kallingers haviam fugido, usando o ônibus da cidade como veículo de fuga, largando suas armas e uma camiseta ensanguentada ao longo do caminho.

## Captura e prisão
A polícia chegou até Kallinger após ligar a camiseta ensanguentada com o testemunho ocular de que ele e seu filho foram vistos na área. Eles logo descobriram sobre o histórico de violência doméstica de Kallinger, da morte não resolvida de Joseph Jr. e de uma série de incêndios criminosos contra prédios que ele possuía. Kallinger e seu filho foram presos e acusados de sequestro e estupro. Kallinger ainda foi  acusado por três assassinatos: de seu filho Joseph Jr, de Maria Fasching e de um menino da vizinhança. Joseph alegou insanidade, dizendo que Deus havia lhe dito para matar.
Ele foi considerado são e condenado à prisão perpétua em 14 de outubro de 1976. Michael, por sua vez, foi julgado como estando sob o controle de seu pai e enviado para um reformatório. Após sua saída aos 21 anos, ele saiu do estado e mudou de nome. Enquanto estava na prisão, Kallinger realizou várias tentativas de suicídio, inclusive, tentando atear fogo em si mesmo. Por causa de seu comportamento suicida e violento, ele foi transferido para um hospital psiquiátrico em Trenton, Nova Jersey. Sendo depois transferido para um hospital psiquiátrico na Filadélfia, em 18 de maio de 1979.
Flora Rheta Schreiber, autora do best-seller Sybil, entrevistou Kallinger durante sua prisão em 1976. A entrevista serviu de base para a publicação de um livro sobre o caso intitutulado: The Shoemaker: The Anatomy of a Psychotic, em 1983 pela editora Simon & Schuster. Este livro foi mais tarde alvo de um processo judicial, iniciado pelos familiares das vítimas, com o intuito de receber os valores que Kallinger ganhou com os royalties por sua publicação. O juiz concedeu a familia não apenas os ganhos de Kallinger, mas também, de Schreiber e Simon & Schuster, deixando Schreiber com uma dívida pessoal de quase US $ 100.000 oriunda das despesas com pesquisas realizadas para a publicação do livro, incluindo telefonemas para Kallinger na prisão, que totalizavam US $ 1.200 por mês, durante vários anos. Um recurso de apelação posterior concedeu apenas os royalties de Kallinger às famílias.
Michael Korda, editor da Simon & Schuster, disse que por muitos anos recebeu um cartão de Natal enviado por Kallinger da prisão.

## Morte
Joseph Kallinger morreu de insuficiência cardíaca em 26 de março de 1996, no SCI Cresson.